# Polioptila melanura
Lo zanzariere codanera (Polioptila melanura Lawrence, 1857) è un piccolo uccello insettivoro della famiglia Polioptilidae, che abita i deserti di Sonora e Chihuahua, tra gli Stati Uniti sudoccidentali e il Messico.

## Etimologia
Il suo nome deriva dal greco melano= 'nero' e oura='coda'.

## Descrizione
Lo zanzariere codanera raggiunge tra gli 11 e i 13 cm di lunghezza, la maggior parte dei quali dovuti alla lunga coda nera contornata da penne esterne bianche. Il corpo blu-grigio, con addome bianco, e nonostante sia simile allo zanzariere blu-grigio, i due uccelli sono differenziati dalla quantità di penne nere nella coda. D'estate il maschio ha una corona nera che si estende sino agli occhi. Le femmine e i maschi invernali, non avendo la corona, sono difficili da distinguere dallo zanzariere blu-grigio. Il modo migliore per determinare a quale delle due specie appartiene l'uccello è quello di guardare il colore della coda; quella del blu-grigio è prevalentemente bianca sotto, mentre il codanera l'ha quasi completamente nera. Come altri zanzarieri può emettere forti strida mentre è in cerca di piccoli insetti e ragni negli arbusti desertici.

## Biologia
Lo zanzariere codanera vive in coppie tutto l'anno, difendendo il territorio e cacciando tra alberi e arbusti in cerca di una gran varietà di piccoli insetti e ragni. Al contrario dello zanzariere blu-grigio, il codanera caccia raramente insetti in volo.

### Riproduzione
Il nido è una coppa aperta, costruita da entrambi i partner, ed è normalmente posto tra gli arbusti, a meno di 1,5 m da terra. È costruito da vari materiali tra cui aghi, erba, pezzi di corteccia, tele di ragno e fibre vegetali. È foderato di materiale più fine e più morbido. Da tre a cinque uova bianche con macchie rosse sono covate da entrambi i genitori e impiegano 14 giorni per schiudersi. I piccoli sono nutriti da entrambi i genitori e lasciano il nido dopo 10-15 giorni dopo la schiusa. Nonostante il molotro nero lasci le sue uova nei nidi di questa specie e la coppia si ritrovi quindi ad allevare piccoli molotri, la popolazione dello zanzariere codanera sembra resistere bene.